# Олександрівська сільська рада (Устинівський район)
| Олександрівська сільська рада — колишній орган місцевого самоврядування у Устинівському районі Кіровоградської області з адміністративним центром у с. Олександрівка. Сільській раді підпорядковані населені пункти: - с. Олександрівка - с. Козлівське |

## Склад ради
Рада складається з 12 депутатів та голови.

### Керівний склад ради
| ПІБ                                | Основні відомості                                                               | Дата обрання | Дата звільнення |
| ---------------------------------- | ------------------------------------------------------------------------------- | ------------ | --------------- |
| Будак Ганна Павлівна               | Сільський голова, 1952 року народження, освіта, позапартійна                    | 26.03.2006   | 31.10.2010      |
| Слюсаренко Олександр Володимирович | Сільський голова, 1969 року народження, освіта середня спеціальна, безпартійний | 31.10.2010   |                 |

Примітка: таблиця складена за даними джерела

## Населення
Згідно з переписом УРСР 1989 року чисельність наявного населення села становила 551 особа, з яких 270 чоловіків та 281 жінка.
За переписом населення України 2001 року в селі мешкали 473 особи.

### Мова
Розподіл населення за рідною мовою за даними перепису 2001 року:
| Мова       | Відсоток |
| ---------- | -------- |
| українська | 97,61 %  |
| російська  | 1,74 %   |
| білоруська | 0,22 %   |
| угорська   | 0,22 %   |
| інші       | 0,21 %   |